# Список фантастичних романів (А — Ґ)
Це перелік фантастичних романів та циклів пов'язаних творів, опублікованих під однією обкладинкою (через схожість останніх за сутністю). Він включає сучасні романи, а також романи, написані до того, як термін «фантастика» набув загального вжитку. Цей список охоплює книги, написані у будь-якому з жанрів фантастичної літератури, зокрема й ті, що не продаються як фантастичні, проте містять фантастичну складову та вважаються фантастичними за змістом деякими критиками або включені до баз фантастики. Це інклюзивний перелік, а не ексклюзивний список, заснований на інших факторах, таких як рівень значущості чи літературна якість. Тому книги в ньому перераховані не за якістю чи літературними перевагами, а в алфавітному порядку за заголовком (використано найточніший дослівний переклад оригінальної назви), що йде після вказання автора твору. Приналежність автора показана прапором країни або країн у сучасних межах, на території яких він жив і творив. У дужках вказано назва книги мовою оригіналу та рік першовидання роману.

## №
1. Стівен Кінг «22.11.63» (англ. «11/22/63», 2011)
2. Харукі Муракамі роман у трьох частинах «1Q84» (яп. 「いちきゅうはちよん」, 2009-2010)
3. Ерік Флінт «1632» (англ. «1632», 2000)
4. Артур Кларк «2061: Одіссея Три» (англ. «2061: Odyssey Three», 1987)
5. Володимир Одоєвський «4338-й рік: Петербурзькі листи» (рос. «4338-й год: Петербургские письма», рук. 1835, 1926)

## E
1. Віктор Пелевін «Empire V», (рос. «Empire V», 2006)
2. Хіросі Сакуразака[ja] ранобе у 2-х томах «All You Need Is Kill» (яп. 「オール・ユー・ニード・イズ・キル」, неоф. укр. «Все, що тобі потрібно — це вбивати», 2004)

## G
1. Віктор Пелевін «Generation П» (рос. «Generation П», 1999)

## S
1. Віктор Пелевін «S.N.U.F.F.» (рос. «S.N.U.F.F.», 2011)

## V
1. Дяченки Марина та Сергій «Vita Nostra» (рос. «Vita Nostra», 2007)

## А
1. Джеймс Баллард «Аварія» (англ. «Crash», 1973)
2. Володимир Набоков «Ада» (англ. Ada or Ardor: A Family Chronicle, 1986)
3. Від Печьяк Адам та Єва на планеті старців (словен. «Adam in Eva na planetu starcev», 1972)
4. Олексій Толстой «Аеліта» (рос. «Аэлита», 1923—1924)
5. Володимир Єшкілєв, Олег Гуцуляк «Адепт, або сходження Олексія Склавіна до трьох імен» (укр. «Адепт, або сходження Олексія Склавіна до трьох імен», 1995)
6. Віктор Пелевін «Айпак 10» (рос. «IPhuck 10», 2017)
7. Райчел Мід цикл «Академія вампірів[en]» (англ. «Vampire Academy», 2007-2010)
8. Ієн Бенкс «Алгебраїст[en]» (англ. «The Algebraist», 2004)
9. Роджер Желязни «Долина прокльонів» (англ. «Damnation Alley», 1969)
10. Льюїс Керрол «Аліса в Задзеркаллі» (англ. «Through the Looking-Glass, and What Alice Found There», 1876)
11. Льюїс Керрол «Алісині пригоди у Дивокраї» (англ. «Alice's Adventures in Wonderland», 1865)
12. Пауло Коельйо «Алхімік» (порт. «O Alquimista», 1988)
13. Корі Докторов «Алхімія каменю[en]» (англ. «The Alchemy of Stone», 2008)
14. Володимир Орлов «Альтист Данилов» (рос. «Альтист Данилов», 1980)
15. Ніл Ґейман «Американські боги» (англ. «American Gods», 2001)
16. Нікола Ґріффіс «Аммоніт» (англ. «Ammonite»,1993)
17. Стів Еріксон[en] «Амнезіаскоп[en]» (англ. «Amnesiascope», 1996)
18. Джонатан Страуд «Амулет Самарканда» (англ. «The Amulet of Samarkand», 2003)
19. Олександр Бушков «Анастасія» (рос. «Анастасия», 1990)
20. Ніл Стівенсон «Анатем» (англ. «Anathem», 2008)
21. Олена Хаєцька[ru] роман у двох частинах «Анахрон» (рос. «Анахрон», 2000, 2007)
22. Ангела та Калгайнц Штайнмюллер (нім. Karlheinz Steinmüller) «Андимон» (нім. Andymon, 1982)
23. Шерон Шінн[en] «Анжеліка» (англ. «Angelica», 2003)
24. Олександр Марков «Апсу» (рос. «Апсу», 1991)
25. Володимир Владко «Аргонавти Всесвіту» (укр. «Аргонавти Всесвіту», 1935)
26. Олександр Ярославський «Аргонавти Всесвіту» (рос. «Аргонавты Вселенной», 1926)
27. Олександр Бєляєв «Аріель» (рос. «Ариэль», 1941)
28. Марина та Сергій Дяченки «Армагед-дом» (рос. «Армагед-дом», 2000)
29. Айн Ренд «Атлант здригнувся» (англ. «Atlas Shrugged», 1957)
30. Джонс Коуль[ru] роман у двох частинах «Атланти. Воїн» (рос. «Атланты. Воин», 1995)
31. П'єр Бенуа «Атлантида» (фр. «L'Atlantide», 1919)
32. Мацей Кучинський «Атлантида, острів вогню» (пол. «Atlantyda, wyspa ognia»)[1].

## Б
1. Умберто Еко «Бавдоліно» (італ. «Baudolino», 2000)
2. Джуліен Мей «Багатобарвна земля[en]» (англ. «The Many-Colored Land», 1981)
3. Святослав Логінов «Багаторукий бог далайна» (рос. «Многорукий бог далайна», 1995)
4. Бредлі Дентон[en] «Бадді Голлі живий і здоровий на Ганімеді[en]» (англ. Buddy Holly is Alive and Well on Ganymede, 1992)
5. Ентоні Берджес «Бажане сім'я» (англ. «The Wanting Seed», 1962)
6. Френк Герберт «Бар'єр Сантароґи[en]» (англ. «The Santaroga Barrier», 1968)
7. Лоїс Макмастер Буджолд «Барраяр» (англ. «Barrayar», 1991)
8. Роберт Сальваторе «Батьківщина[en]» (англ. «Homeland», 1990)
9. Скотт Вестерфельд «Бегемот» (англ. «Behemoth», 2010)
10. Браян Олдіс «Без зупинки» (англ. «Non-Stop», 1958)
11. Фріц Лайбер «Безмежний час» (англ. «The Big Time», 1958),  (США)
12. Генрі Лайон Олді «Безодня Голодних очей» (рос. «Бездна Голодных глаз», 1992-2002)
13. Артур Конан Дойл «Безодня Маракота» (англ. «The Maracot Deep», 1929)
14. Гайнер Ранк «Безсилля всемогутніх» (нім. «Die Ohnmacht der Allmächtigen»)[2].
15. Джордж Мартін «Бенкет круків» (англ. «A Feast for Crows», 2005) з серії романів «Пісня льоду й полум'я» (англ. «A Song of Ice and Fire», 1996-…)
16. Пемела Сарджент[en] «Берег жінки» (англ. «The Shore of Women», 1986)
17. Філіп Хосе Фармер «Безпричинна маска» (англ. «The Unreasoning Mask», 1980)
18. Берта Рак[en] Безсмертна дівчина (англ. «The Immortal Girl», 1925)
19. Ларс Якобсон «Безсмертні» (швед. De odödliga, 2015)
20. Роузмері Кьорштайн[en] «Бикожінка» (англ. «The Steerswoman», 1989)
21. Андрій Дмитрук «Битва богів» (рос. «Битва богов», 1996)
22. Джордж Мартін «Битва королів» (англ. «A Clash of Kings», 1998)
23. Джеймс Дешнер «Бігун у лабіринті» (англ. «The Maze Runner», 2009)
24. Курт Воннеґут «Бійня номер п'ять» (англ. «Slaughterhouse-Five, or The Children's Crusade», 1969)
25. Андрій Курков «Бікфордів світ» (рос. «Бикфордов мир», 1993)
26. Ґлен Кук «Біла троянда [en]» (англ. «The White Rose», 1985) з циклу «Хроніки Чорного загону»
27. Джон Крістофер «Білі гори» (англ. «The White Mountains», 1967)
28. Ґвінет Джоунз «Біла королева» (англ. «White Queen», 1991)
29. Гаррі Гаррісон «Білл, герой Галактики» (англ. «Bill, the Galactic Hero», 1965)
30. Теодор Стерджон «Більше ніж люди» (англ. «More Than Human», 1952)
31. Ннеді Окорафор «Бінті» (англ. «Binti», 2015, 2017, 2018)
32. Володимир Сорокін «Блакитне сало» (рос. «Голубое сало», 1999)
33. Лазар Лагін «Блакитна людина» (рос. «Голубой человек», 1964, 1966, 1967)
34. Джек Венс «Блакитний світ» (англ. «The Blue World»)* (США)[3].
35. Віталій Мелентьєв[ru] «Блакитні люди Рожевої землі» (рос. «Голубые люди Розовой земли») (Російська РФСР)[4].
36. Олександр Грін «Блискучий світ» (рос. «Блистающий мир», 1924)
37. Фріц Лайбер «Блукач» (англ. «The Wanderer», 1964)
38. Генрі Лайон Олді «Богадільня» (рос. «Богадельня», 2001)
39. Грег Бір "Божа кузня (англ. «The Forge of God», 1987)
40. Данте Аліг'єрі «Божественна комедія» (італ. «la Divina Commedia», 1472)
41. Анджей Сапковський «Божі воїни» (пол. «Boży bojownicy», 2004)
42. Джон Скальці «Божі двигуни» (англ. «The God Engines», 2009)
43. Мак Рейнольдс «Божою силою[it]» (англ. «Of Godlike Power», 1966)
44. Фредерік Пол «Брама» (англ. «Gateway», 1977)
45. Джеймс С. А. Корі «Брама Абаддона» (англ. «Abaddon's Gate», 2013)
46. Тім Пауерс «Брама Анубіса» «Брама Анубіса[en]» (англ. «The Anubis Gates», 1983)
47. Роберт Сілверберг «Брама світів» (англ. «The Gate of Worlds», 1967)
48. Філіп Хосе Фармер «Брама часу[en]» (англ. «The Gate of Time», 1966)[5].
49. Філіп Хосе Фармер «Брами творіння[en]» (англ. «The Gates of Creation», 1966) [6].
50. Чарльз Шеффілд «Брат драконам» (англ. «Brother to Dragons»)
51. Астрід Ліндґрен «Брати Лев'яче Серце» (швед. «Bröderna Lejonhjärta», 1973)
52. Брати Стругацькі «Бридкі лебеді» (рос. «Гадкие лебеди», 1961)
53. Майкл Ґ. Коуні «Бронтомех!» (англ. «Brontomek!», 1976)
54. Пет Френк «Бувай, Вавилоне» (англ. «Alas, Babylon», 1959)
55. Сакьо Комацу «Бувай, Юпітере[ja]» (яп. さよならジュピター", 1982)
56. Дуглас Адамс «Бувайте, та дякуємо за рибу» (англ. «So Long, and Thanks for all the Fish», 1984)
57. Мар'ям Петросян «Будинок, в якому...» (рос. «Дом, в котором…», 2009)
58. Стівен Еріксон «Будинок ланцюгів[en]» (англ. «House of Chains», 2002)
59. Ян Вайсс «Будинок на тисячу поверхів» (чеськ. «Dům o tisíci patrech», 1929)
60. Єн Маклауд «Будинок штормів» (англ. «The House of Storms», 2005)
61. Володимир Орловський[ru] «Бунт атомів» (рос. «Бунт атомов», 1928)
62. Кріс Ріддел та Пол Стюарт[en] «Бурелов» (англ. «Stormchaser», 1999)
63. Джинні Дюпро[en] «Бурштинове місто[en]» (англ. «The City of Ember», 2003)

## В
1. Дейвід Вебер і Стів Вайт[en] «В землі смерті[en]» (англ. «In Death Ground», 1997)
2. Аріадна Громова та Рафаїл Нудельман «В Інституті часу йде розслідування (рос. «В Институте Времени идет расследование», 1980)
3. Марек Корейво „В космічному транспорті“ (пол. «W kosmicznym pojeździe», 1967)
4. Семюел Ділейні „Вавилон-17“ (англ. «Babel-17», 1966)
5. Олена Хаєцька[ru] „Вавилонські хроніки“ (рос. «Вавилонские хроники», 1997)
6. Володимир Заєць „Важкі тіні“ (рос. «Тяжёлые тени», 1991)
7. Брати Стругацькі „Важко бути богом“ (рос. «Трудно быть богом», 1964)
8. Роберт Шеклі „Варіанти вибору“ (англ. «Options», 1975),
9. Пітер Нільсон „Вартовий космосу“ (швед. Rymdväktaren, 1995)
10. Джон Браннер „Ваша власна планета“ (англ. «A Planet of Your Own», 1966) [7].
11. Пер Вальо „Вбивство на 31-му поверсі[sv]“ (швед. «Mord på 31:a våningen», 1964)
12. Кейт Вільгельм „Вбивча річ“ (англ. «The Killer Thing) (США)[8].
13. Баррінгтон Бейлі „Вбрання Каяна[en]“ (англ. «The Garments of Caean», 1976)
14. Майкл Бонд „Ведмежа на ім'я Паддінгтон“ (англ. «A Bear Called Paddington», 1958)
15. Роберт Сілверберг „Вежа зі скла“ (англ. «Tower of Glass», 1970)[9].
16. Герберт Франке „Вежа зі слонової кістки“ (нім. «Der Elfenbeinturm», 1965)
17. Анджей Сапковський „Вежа ластівки“ (пол. «Wieża Jaskółki», 1997)
18. Генрі Гезлітт Велика ідея (англ. «The Great Idea», 1951)[10][11][12]
19. Ганна Пейчева „Велика княжна. Live“ (рос. «Великая княжна. Live», 2017)
20. Джек Венс „Велика планета“ (англ. «Big Planet», 1952)
21. Рене Баржавель „Велика таємниця“ (фр. «Le Grand Secret», 1973)
22. Роберт Джордан „Велике полювання“ (англ. «The Great Hunt», 1990)
23. Клайв Стейплз Льюїс „Велике розлучення[en]“ (англ. «The Great Divorce», 1945)
24. Кіт Ломер „Великий розіграш з машиною часу[en]“ (англ. «The Great Time Machine Hoax», 1964)
25. Едгар Райс Барроуз „Великий розум Марса“ (англ. «The Master Mind of Mars», 1928)
26. Теодор Стерджон „Венера плюс ікс“ (англ. «Venus Plus X», 1960)
27. Белькампо „Верландія“ (нід. «Voorland», 1926)
28. Джон Браннер „Вершник на хвилі шоку[en]“ (англ. «The Shockwave Rider», 1975)
29. Сергій Абрамов „Вершники нізвідкіля“ (рос. «Всадники ниоткуда», 1967)
30. Микола Гоголь „Вечори на хуторі біля Диканьки“ (збірка) (рос. «Вечера на хуторе близ Диканьки», 1831—1832)
31. Дейвід Вебер і Стів Вайт[en] „Вибір Шиви[en]“ (англ. «The Shiva Option», 1997)
32. Олег Дивов „Вибраківка“ (рос. «Выбраковка», 1999)
33. Андре Лорі „Вигнанці Землі: ТОВ «Місяць»“ (Les Exilés de la terre / Sêléné Company Limited, 1887)
34. Томас Пінчон „Виголошення лоту 49“ (англ. «The Crying of Lot 49») (США)[13].
35. Марк Леві „Викрадач тіней“ (фр. «Le voleur d'ombres», 2010)
36. Сакьо Комацу „Викрадачі завтра[ja]“ (яп. «明日泥棒», 1965)
37. Адольфо Біой Касарес „Винахід Мореля“ (ісп. «La invención de Morel», 1940)
38. Сюзанна Коллінз „Виникнення пожежі“ (англ. «Catching Fire», 2009)
39. Лінні Сінклер[en] „Випадкова богиня“ (англ. «An Accidental Goddess», 2002)
40. Наталі Еннеберг „Виразка“ (фр. La Plaie, 1964)
41. Пол Андерсон „Високий хрестовий похід“ (англ. «The High Crusade», 1960)
42. Джеймс Баллард (англ. J. G. Ballard)   „Хмарочос“ (англ. «High-Rise», 1975)
43. Геннадій Гор „Витвір“ (рос. «Изваяние», 1971)
44. Роджер Желязни, Фред Сейберхеген „Витки“ (англ. «Coils», 1982)
45. Джеймс Тіптрі-молодший „Вище стін навколо світу“ (англ. Up the Walls of the World, 1978)
46. Френк Герберт „Відбатожена зірка[en]“ (англ. «Whipping Star», 1970),  (США)[14].
47. Кен Маклауд „Відділ Кассіні“ (англ. «The Cassini Division», 1998])
48. Андреас Ешбах „Відео Ісуса“ (нім. «Das Jesus Video», 1998)
49. Гаррі Муліш „Відкриття небес“ (нід. «De ontdekking van de hemel», 1992)
50. Артур Конан Дойл „Відкриття Рафлза Гоу“ (англ. «The Doings of Raffles Haw», 1892)
51. Роберт Сілверберг „Відкрити небо[it]“ (англ. «To Open the Sky, 1967)
52. Володимир Савченко „Відкриття себе“ (рос. «Открытие себя», 1965, 1967)
53. Енн Маккефрі „Відновлена[en]“ (англ. «Restoree»)
54. Крістофер Пріст „Відокремлення“ (англ. «The Separation», 2002)
55. Джаміль Назір[fr] „Відстань Гейза“ (англ. «Distance Haze», 2000)
56. Джеймс Шміц „Відьми Карреса[en]“ (англ. «The Witches of Karres», 1966) [15].
57. Джордж Генрі Сміт „Відьомська королева Лохленна“ (англ. «Witch Queen of Lochlann», 1969)
58. Владімір Парал „Війна з багатоликим звіром“ (чеськ. «Válka s mnohozvířetem», 1983)
59. Карел Чапек „Війна з саламандрами“ (чеськ. «Valka s mloky», 1935)
60. Дейвід Брін „Війна за Піднесення“ (англ. «The Uplift War», 1987)
61. Джеймс С. А. Корі „Війна Калібана“ (англ. «Caliban's War», 2012)
62. Олександр і Людмила Бєлаш „Війна ляльок“ (рос. «Война кукол», 2002)
63. Аліна Немирова „Війна проклятих. Хроніки безсмертних“ (рос. «Война проклятых. Хроники бессмертных», 2003)
64. Кіт Ломер „Війна Ретифа“ (англ. «Retief's War», 1966)  з циклу про Джейма Ретифа[en][16].
65. Б. Р. Брюсс[fr] „Війна роботів“ (фр. «La guerre des robots», 1966) (Франція)[17].
66. Герберт Веллс „Війна світів“ (англ. «The War of the Worlds», 1898)
67. Герберт Веллс „Війна у повітрі“ (англ. «The War in the Air», 1908)
68. Лоїс МакМастер Буджолд „Вільне падіння[en]“ (англ. «Falling Free», 1987)
69. Ганна Пейчева „Велика княжна. Live“ (рос. «Великая княжна. Live», 2017)
70. Боб Шоу „Вінець зірок“ (англ. «A Wreath of Stars», 1976)
71. Ольга Ларіонова „Вінценосний крег“ (рос. «Венценосный Крэг», 1988—2005)
72. Джефф Нун „Вірт“ (англ. «Vurt», 1993)
73. Кеннет Грем „Вітер у вербах“ (англ. «The Wind in the Willows», 1908)
74. Бен Бова „Вітри Альтаїру“ (англ. «The Winds of Altair», 1973, 1983)
75. Чед Олівер[en] „Вітри часу[it]“ (англ. «The Winds of Time», 1956)
76. Ґрегорі Бенфорд „Вітрильна яскрава вічність“ (англ. «Sailing Bright Eternity», 1995)
77. Жерар Клайн „Вітрильники Сонця[fr]“ (фр. Les Voiliers du soleil, 1961)
78. Пол Дж. Макоулі „Вічне світло“ (англ. «Eternal Light», 1991)
79. Анджей Сапковський „Вічне світло“ (пол. «Lux perpetua», 2006)
80. Грег Бір „Вічність[en]“ (англ. «Eternity», 1988)
81. Ненсі Кресс „Вкрасти крізь небо“ (англ. «Steal Across the Sky», 2009)
82. Джек Венс „Вмираюча Земля“ (англ. «The Dying Earth», 1950)
83. Ісуна Хасекура[ja] „Вовчиця и прянощі“ (цикл ранобе, том 1) (яп. «狼と香辛料» 2006)
84. Б. Р. Брюсс[fr] „Війна роботів“ (фр. «La guerre des robots», 1966) (Франція)[17].
85. П'єр Барбе[fr] „Вовчі печери“ (фр. «Les cavernicoles de Wolf») (Франція)[18].
86. Ірвін Ґрінфілд[en] „Води смерті“ (англ. «Waters of Death», 1967)
87. Едгар Райс Барроуз „Воєначальник Марса“ (англ. «The Warlord of Mars», 1913—1914)
88. В. Майкл Ґір[en]» (англ. «The Warriors of Spider», 1988) «Воїни павука[en]» (англ. «The Warriors of Spider», 1988)
89. Роберт Гайнлайн «Волдо: геній на орбіті» (англ. «Waldo», 1942, 1955)
90. Ернст Теодор Амадей Гофман «Володар бліх. Казка, що складається з семи пригод двох друзів» (нім. «Meister Floh. Ein Mährchen in sieben Abentheuern zweier Freunde», 1821—1822)
91. Зиновій Юр'єв «Володар еллів» (рос. «Повелитель эллов», 1988)
92. Еміль Петайя «Володар зеленої планети» (англ. «Lord of the Green Planet», 1967)\[19].
93. Андре Нортон «Володар звірів» (англ. «The Beast Master», 1959)
94. Рафаель Лафферті «Володар минулого» (англ. Past Master, 1968)
95. Вільям Голдінг «Володар мух» (англ. «The Lord of the Flies», 1954)
96. Джон Р. Р. Толкін «Володар перснів» (англ. «The Lord of the Rings», 1954—1955)
97. Роджер Желязни «Володар снів» (англ. «The Dream Master», 1965, доп. 1966)
98. Роджер Желязни «Володар світла» (англ. «Lord of Light», 1967)
99. Роберт Г'ю Бенсон «Володар світу» (англ. «Lord of the World», 1907)
100. Олександр Бєляєв «Володар світу» (рос. «Властелин мира», 1926)
101. Еміль Вахек «Володар світу» (чеськ. «Pán světa», 1925),  (Чехія)
102. Жуль Верн «Володар світу» (фр. «Maître du monde», 1904)
103. Жерар Клайн «Володарі війни[fr]» (фр. «Les Seigneurs de la guerre», 1970)
104. Марк С. Джестон «Володарі зорельоту[en]» (англ. «Lords of the Starship», 1967)
105. Анджей Сапковський «Володарка Озера» (пол. «Pani Jeziora», 1998)
106. Кліффорд Сімак «Вони гуляли як люди» (англ. «They Walked Like Men», 1962)
107. Джеффрі Дірмер[en] (англ. Geoffrey Dearmer) «Вони хотіли бути птахами» (англ. «They Chose to Be Birds», 1935)
108. Стівен Кінг «Воно» (англ. «It», 1986)
109. Баррі Брукс Лонґ'єр, Дейвід Джерролд «Ворог мій» (англ. «Enemy Mine», 1979)
110. Річард Адамс «Вотершипське пониззя» (англ. «Watership Down», 1972)
111. Йон Ліндквіст[sv] «Впусти мене[sv]» (швед. «Låt den rätte komma in», 2004)
112. Енн Маккефрі «Всі вейри Перну[en]» (англ. All the Weyrs of Pern, 1991)
113. Немо Рамджет «Всі завтра» (англ. «All Tomorrows», 2008)
114. Франсіс Карсак «Втеча Землі» (фр. «Terre en fuite», 1960)
115. Джордж Клейтон Джонсон та Вільям Ф. Нолан «Втеча Лоґана» (англ. «Logan's Run», 1967)
116. Денніс Фелзем Джоунз «Імплозія» (англ. «Barefoot in the Head») [20]
117. Гейден Говард[de] «Вторгнення ескімо» (англ. « The Eskimo Invasion», 1967)
118. Олександр Дмитровський «Втрачені дні» (укр. «Втрачені дні», 2014)
119. Аєн Вотсон[en] «Втручання» (англ. «The Embedding», 1973)
120. Андрій Тимошенко роман у трьох частинах «Вчений із Ваани» (рос. «Учёный из Вааны», 2015)
121. Джеймс Шміц «Вузол: небезпечна територія» (англ. «The Hub: Dangerous Territory», 1955—1968, 2001)

## Г
1. Джоан Роулінг «Гаррі Поттер і в'язень Азкабану» (англ. «Harry Potter and the Prisoner of Azkaban», 1999)
2. Еліезер Юдковський «Гаррі Поттер і методи раціональності» (англ. «The Harry Potter and the Methods of Rationality», 2015)
3. Джоан Роулінг «Гаррі Поттер і смертельні реліквії» (англ. «Harry Potter and the Deathly Hallow», 2000)
4. Джоан Роулінг «Гаррі Поттер і таємна кімната» (англ. «Harry Potter and the Chamber of Secrets», 1998)
5. Джоан Роулінг «Гаррі Поттер і філософський камінь» (англ. «Harry Potter and the Philosopher's Stone», 1997)
6. Джоан Роулінг «Гаррі Поттер і напівкровний Принц» (англ. «Harry Potter and the Half-Blood Prince», 2005)
7. Джон Варлі «Гаряча лінія Змійоносця» (англ. The Ophiuchi Hotline», 1977)
8. П'єр Пело[en] «Гарячковий цирк» (фр. «Delirium Circus», 1977)
9. Ернст Юнгер «Геліополіс. Ретроспектива міста[en]» (англ. «Heliopolis», 1949)
10. Енджела Картер Герої та лиходії[en]" (англ. «Heroes and Villains»,1969)
11. Жуль Верн «Гектор Сервадак. Мандри та пригоди у навколосонячному світі» (фр. «Hector Servadac», 1877)
12. Томас Діш «Геноциди[en]» (англ. «The Genocides», 1965)
13. Теніт Лі «Героїня світу» англ. «A Heroine of the World», 1989)
14. Генрі Лайон Олді «Герой має бути сам» (рос. «Герой должен быть один», 1996)
15. Колін Ґрінленд «Геть достаток[en]» (англ. «Take Back Plenty», 1990)
16. Кліффорд Сімак «Геть з їх розуму[en]» (англ. «Out of Their Minds», 1970)[21].
17. Георгій Мартинов «Гіанея» (рос. «Гианэя», 1963)
18. Р. В. Фаучар «Гімалайський тунель» (фр. «Himalajský tunel», 1946)
19. Олексій Толстой «Гіперболоїд інженера Гаріна» (рос. «Гиперболоид инженера Гарина», 1927)
20. Ден Сіммонс «Гіперіон» (англ. «Hyperion», 1989)
21. Володимир Заєць «Гіпсова судома» (рос. «Гипсовая судорога», 1990)
22. Ігор Росоховатський «Гість» (укр. «Гість», 1976)
23. Георгій Мартинов «Гість з безодні» (рос. «Гость из бездны», 1962)
24. Мак Рейнольдс «Гладіатор часу» (англ. «Time Gladiator», 1966)[22].
25. Геннадій Гор «Глиняний папуас» (рос. «Глиняный папуас», 1966)[23].
26. Вернор Вінжі «Глибина у небі» (англ. «A Deepness in the Sky», 1999)
27. Чарльз Ерік Мейн «Глибокий вакуум» (англ. «High Vacuum», 1956) (Велика Британія)
28. Джон Р. Р. Толкін «Гоббіт, або Туди і звідти» (англ. «The Hobbit», 1937)
29. Іван Єфремов «Година бика» (рос. «Час быка», 1968)
30. Геррі Едмондс[en] «Годинникар з Гайдельбергу» (англ. «The Clockmaker of Heidelberg: Or, the Strange Affair of Hugh Brodie, Englishman», 1949)
31. Олександр Бєляєв «Голова професора Доуеля» (рос. «Голова профессора Доуэля», 1925)
32. Олександр Мірер «Головний полудень» (рос. «Главный полдень», 1969)
33. Сюзанна Коллінз «Голодні ігри» (англ. «The Hunger Games», 2008)
34. Станіслав Лем «Голос Пана» (пол. Głos Pana, 1968)
35. Томас Циґлер[de] «Голоси ночі» (нім. «Die Stimmen der Nacht», 1994) (Німеччина)
36. Владислав Крапивін роман-трилогія «Голуб'ятник на жовтій галявині[ru]» (рос. «Голубятня на жёлтой поляне», 1983—1985)
37. Дара Корній «Гонихмарник» (укр. «Гонихмарник», 2010)
38. Ян Гійу «Гори богів» (швед. «Gudarnas berg», (1990)
39. Абрахам Мерріт «Гори, відьмо, гори![ru]» (англ. «Burn, Witch, Burn!», 1932)
40. Мері Доріа Расселл (англ. Mary Doria Russell)  — «Горобець[en]» (англ. «The Sparrow», 1998)
41. Стефані Маєр «Гостя» (англ. «The Host», 2008)
42. Брати Стругацькі «Готель „Біля Загиблого Альпініста“» (рос. «Отель «У Погибшего Альпиниста»», 1970)
43. Лі Брекетт «Грабіжники Скейта» (англ. «The Reavers of Skaith», 1976)
44. Герман Гессе «Гра в бісер» (нім. «Das Glasperlenspiel», 1943)
45. Джордж Мартін «Гра престолів» (англ. «A Game of Thrones», 1996)
46. Лоїс Макмастер Буджолд «Гра форів» (англ. «The Vor Game», 1990)
47. Орсон Скотт Кард «Гра Ендера» (англ. «Ender's Game», 1985)
48. Ієн Бенкс «Гравець ігор» (англ. «The Player of Games», 1988)
49. В'ячеслав Рибаков «Гравілет «Цесаревич»» (рос. «Гравилёт «Цесаревич»», 1992)
50. Альфред ван Вогт «Пішаки Нуль-А» (англ. «The Pawns of Null-A», 1948-49, 1956)
51. Філіп Дік «Гравці Титану» (англ. «The Game-Players of Titan», 1963)
52. Брати Стругацькі «Град приречений» (рос. «Град обреченный», 1988)
53. Урсула Ле Ґуїн «Гробниці Атуану» (англ. «The Tombs of Atuan», 1971)
54. Роберт Гайнлайн «Громадянин Галактики» (англ. «Citizen of the Galaxy», 1957)
55. Джек Вільямсон «Гуманоїди[fr]» (англ. «The Humanoids», 1949)
56. Джон Бересфорд[en] «Гусенята[en]» (англ. «Goslings», 1913)
57. Владислав Крапивін «Гуси-гуси, га-га-га...» (рос. «Гуси-гуси, га-га-га...», 1989)

## Ґ
1. Шаблон:Нg «Ґалактики» (англ. «Galaxies», 1975)
2. Кіт Ломер «Ґалактична одісея[en]» (англ. «Galactic Odyssey», 1967)
3. Розел Джордж Браун «Ґалактична Сибіл Сью Блакитна» (англ. «Galactic Sibyl Sue Blue», 1966) (США)[24].
4. Філіп Дік «Ґалактичний гончар» (англ. «Galactic Pot-Healer», 1969)
5. Євген Філенко «Ґалактичний консул» (рос. «Галактический консул», 1994)
6. Б. Р. Брюсс[fr] «Ґалактичний трапер» (фр. «La Planète introuvable», 1967)
7. Петро Бобєв[bg] «Ґалатея» (болг. «Галатея», 1967)
8. Річард Пауерс (англ. Richard Powers)  — «Ґалатея 2.2» (англ. «Galatea 2.2», 1995) (США)
9. Франсуа Рабле Ґарґантюа та Пантаґрюель (фр. «La vie de Gargantua et de Pantagruel», 1532—1564)
10. Густав Майрінк «Ґолем» (нім. «Der Golem», 1915)
11. Мервін Пік «Ґоменгаст[en]» (англ. «Gormenghast», 1950)
12. Кларк Дарльтон «Ґрінволд — забута планета» (нім. «Greenworld, der vergessene Planet», 1973)